# تسلسل زمني لإلغاء العبودية والقنانة

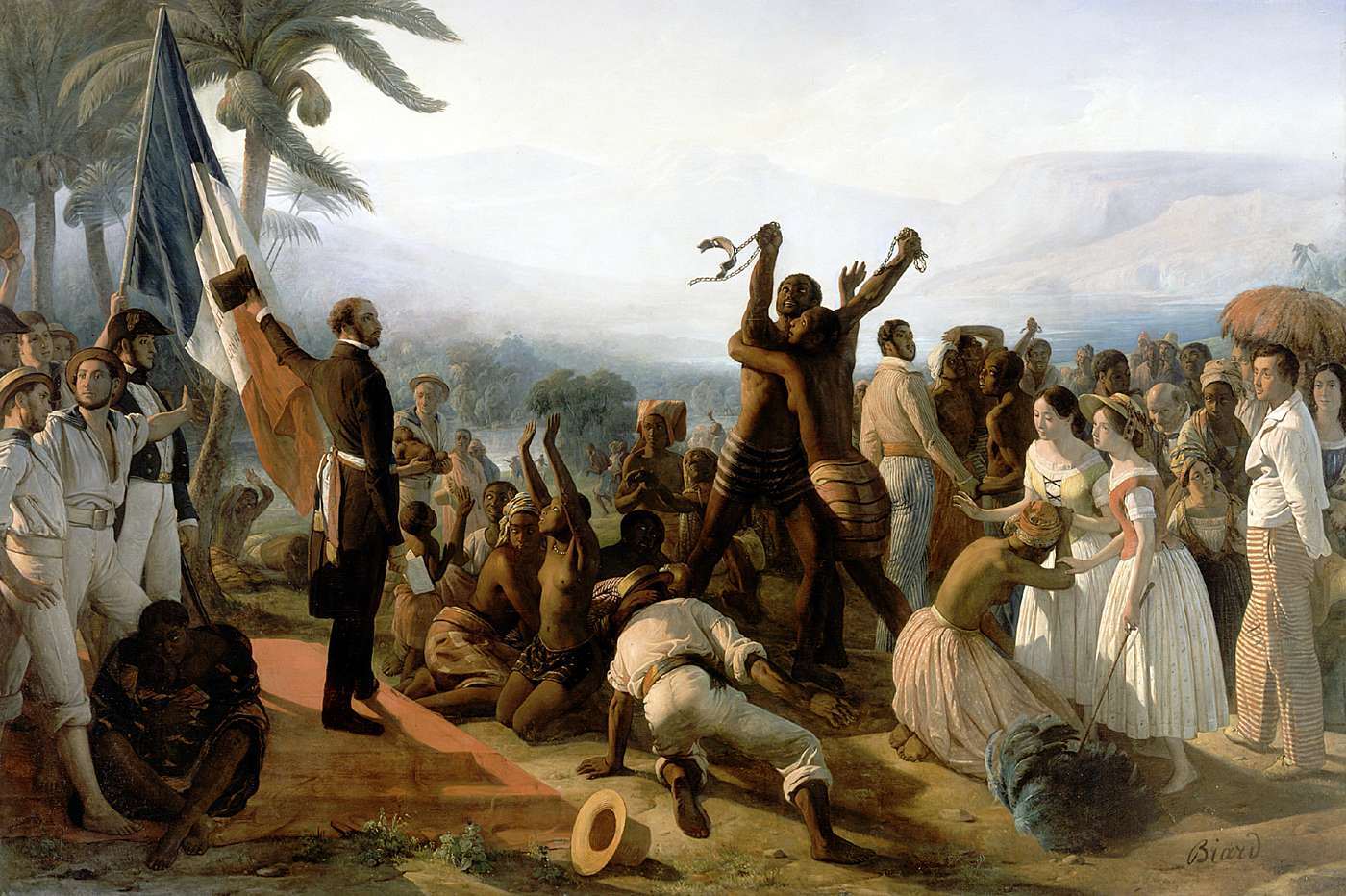
إعلان إلغاء العبودية في المستعمرات الفرنسية 17 أبريل 1848. لوحة فرانسوا أوغست بيارد، قصر فيرساي

حدث إلغاء العبودية في أوقات مختلفة في دول مختلفة، والذي وقع عادة بصورة متسلسلة في أكثر من مرحلة. على سبيل المثال كإلغاء تجارة العبيد في دولة معينة، وبعد ذلك إلغاء العبودية في كل الإمبراطوريات. كانت كل خطوة نتيجة لقانون أو فعل معين. يُظهر هذا التسلسل الزمني قوانين الإلغاء أو الأفعال مرتبة زمنيا، كما يشمل إلغاء القنانة.
على الرغم من أن العبودية لا تزال ملغية بحكم القانون في كل الدول، إلا انها تستمر حتى اليوم في عدة أماكن حول العالم.

## العالم القديم
| التاريخ                | المشرّع                | الوصف |
| ---------------------- | --------------------- | --- |
| بداية القرن السادس ق.م | بوليس من أثينا        | ألغى واضع القوانين سولون عبودية الديون وحرر كل المواطنين الأثينيين الذين أصبحوا عبيدا رسميا. |
| 326 ق.م                | الجمهورية الرومانية   | قانون لكس بوتيليا بابريا يلغي عبودية الديون |
| القرن الثالث ق.م       | الإمبراطورية الماورية | أشوكا يلغي تجارة العبيد ويشجع الناس على معاملة العبيد جيدا في الإمبراطورية الماورية والتي كانت تحت حكمه والتي كانت تغطي معظم مساحة الهند                                                                                          |
| 221-106 ق.م            | سلالة تشين الحاكمة    | حدوث إجراءات للقضاء على أرستقراطية ملك الأراضي بما في ذلك إلغاء العبودية وتأسيس دولة زراعية حرة والتي تقدم الأعمال والضرائب للدولة. شجعت الدولة أيضا على التخلص من القنانة. سقطت السلالة في 206 ق.م وتم إلغاء العديد من قوانينها. |
| 9-12 م                 | سلالة شين الحاكمة     | وانغ مانغ –أول وآخر أباطرة سلالة شين الحاكمة- يستولي على عرض الصين ويشرّع سلسلة من الإصلاحات المتسلسلة والتي شملت إلغاء العبودية وإصلاحات محورية في الأراضي من 9 إلى 12 ميلاديا.                                                   |

## العصور الوسطى
| التاريخ      | المشرّع                                    | الوصف |
| ------------ | ----------------------------------------- | --- |
| ~500         | أيرلندا                                   | إلغاء العبودية (أو على الأقل تجارة العبيد) لفترة ما في أيرلندا، ولكنها تعود من جديد في القرن التاسع. |
| 590–604      | روما                                      | الإمبراطور غرغوري الأول يمنع اليهود من امتلاك أي عبيد مسيحيين |
| القرن السابع | إمبراطورية الفرنجة                        | الملكة بالثيلد –أمة سابقة- وقنصلية شالون سور ساؤون (644-655) ينتقدان استعباد المسيحيين. بالثيلد اشترت العبيد –أغلبهم من الساكسون- وأعتقتهم. |
| 741–752      | روما                                      | البابا زكريا يمنع بيع العبيد المسيحيين إلى المسلمين، ويشتري كل العبيد الموجودين في المدينة من تجار البندقية ويعتقهم جميعا. |
| 840          | الإمبراطورية الكارولنجية جمهورية البندقية | البندقية تتعهد بعدم شراء العبيد المسيحيين في الإمبراطورية، أو أن تبيعهم إلى مسلمين. اتجاه تجار العبيد من البندقية إلى تجارة السلاف من الشرق. |
| 873          | العالم المسيحي                            | البابا يوحنا الثامن يأمر تحت عقوبة الخطيئة بأن لا يمتلك المسيحيين مسيحيين آخرين كعبيد وأنه لا بد من اعتاقهم. |
| 922          | مملكة الفرنجة الغربيين                    | قنصلية كوبلنتس تحكم على من يقوم باستعباد أو بيع مسيحي بالقتل. |
| 960          | جمهورية البندقية                          | منع تجارة العبيد في المدينة تحت حكم دوق البندقية بيترو كانديانو الرابع. |
| 1080         | دوقية نورماندي مملكة إنجلترا              | ويليام الفاتح يحرم بيع أي إنسان إلى "غير المسيحيين" كعبيد. |
| 1100         | دوقية نورماندي                            | انتهاء القنانة. |
| 1102         | دوقية نورماندي ومملكة إنجلترا             | قنصلية لندن تحرم تجارة العبيد. |
| 1117         | أيسلندا                                   | إلغاء العبودية. |
| 1120         | مملكة بيت المقدس                          | قنصلية نابلس تحكم بإخصاء من يغتصب أمته، وبالإخصاء والنفي على من يغتصب أمة شخص آخر. |
| 1160         | مملكة النرويج                             | الغولاتنغ يحرّمون بيع عبيد المنازل خارج المملكة[بحاجة لمصدر] |
| 1171         | سلطة أيرلندا                              | قنصلية أرماه تقوم بتحرير كل العبيد الإنجليز في الجزيرة. |
| 1198         | فرنسا في العصور الوسطى                    | تأسيس الآباء الثالوثيين بهدف تحرير كل أسرى الحرب. |
| 1214         | كورشولا                                   | المدينة تلغي العبودية |
| 1218         | كتالونيا تاج أرغون                        | تأسيس الميرسيدنيانز بهدف افتداء المسيحيين الفقراء العبيد لدى المسلمين. |
| ~1220        | الإمبراطورية الرومانية المقدسة            | زاخن شبيغل –أعلى القوانين الألمانية تأثيرا في العصور الوسطى- يستهجن العبودية كانتهاك لكون الإنسان على صورة الله. |
| 1274         | النرويج                                   | قوانين الدولة تذكر فقط العبيد السابقين مما يؤكد على أن العبودية كانت ممنوعة في النرويج. |
| 1315         | فرنسا في العصور الوسطى                    | لويس العاشر ينشر مرسوما بإلغاء العبودية معلنا أن "فرنسا تعني الحرية" وأن أي عبد يضع قدمه على الأراضي الفرنسية هو حر. إلا أن بعض حالات العبودية استمرت حتى القرن السابع عشر في بعض موانئ فرنسا على البحر المتوسط في بروفنس، وأيضا حتى القرن الثامن عشر في بعض الأراضي الفرنسية خارج فرنسا. أُلغيت أيضا معظم مظاهر القنانة في المرسوم الصادر بين 1315 و1318. |
| 1335         | السويد                                    | إلغاء العبودية في السويد (بالإضافة إلى الأراضي السويدية في فنلندا). إلا أنه لم يتم منع دخول العبيد إلى الدولة حتى 1813. في القرنين الثامن عشر والتاسع عشر، استمرت العبودية في سان بارتيلمي وهي حزيرة كاريبية تحكمها السويد. |
| 1347         | بولندا                                    | مشرعو الملك كاسيمير الكبير يصدرون قانونا يقضي بعتق كل العبيد. |
| 1368         | سلالة مينغ الحاكمة                        | الإمبراطور هونغوو يحرم كل صور العبودية ولكنها استمرت في أنحاء الصين. الأباطرة اللاحقون وكطريقة لتقليل العبودية في غياب منعها أصدروا مرسوما يحدد عدد العبيد لكل منزل بالإضافة إلى إصدار ضرائب باهظة على ملاك العبيد. |
| 1416         | دويروفنيك                                 | إلغاء تجارة العبيد |
| 1435         | جزر الكناري                               | البابا إيجين الرابع يحرم استعباد المسيحيين في جزر الكناري ويقرر الحرمان الكنسي على من يفعل ذلك. إلا أن غير المسيحيين والغوانش كانوا لا يزالون مستعبدين. |
| 1477         | تاج قشتالة                                | إيزابيلا الأولى ملكة قشتالة تحرم العبودية في الأراضي المفتوحة حديثا. |
| 1486         | تاج أرغون                                 | فرناندو الثاني يعمم حكم غوادالوب بمنع بقايا الكارولنجيين من ممارسة القنانة في كتالونيا القديمة. |
| 1490         | تاج قشتالة                                | تحرير كل عبيد أحد تجار العبيد بمرسوم ملكي. |
| 1493         | تاج قشتالة                                | الملكة إيزابيلا تحرم استعباد الشعوب الأصلية في الأمريكتين إلا إذا كانوا عدائيين أو من آكلي لحوم البشر. منع كريستوفر كولومبوس من بيع الأسرى الهنود في إشبيلية، كما تم شراء وتحرير الذين بيعوا كعبيد بالفعل. |

## العصر الحديث

### 1500-1700 (العصر الحديث المبكر)
| التاريخ | المشرّع                 | الوصف |
| ------- | ---------------------- | --- |
| 1503    | تاج قشتالة             | السماح للسكان الأصليين للأمريكتين بالسفر إلى إسبانيا على رغبتهم الخاصة. |
| 1512    | تاج قشتالة             | قوانين بورغوس تضع قيودا على معاملة السكان الأصليين للأمريكتين في نظام إنكوميندا. |
| 1518    | الإمبراطورية الإسبانية | مرسوم من كارلوس الخامس يقرر استحضار العبيد الأفارقة إلى الأمريكتين في محاولة لتقليل استعباد السكان الأصليين للأمريكتين. |
| 1528    | الإمبراطورية الإسبانية | تشارلز الخامس يحرّم جلب السكان الأصليين للأمريكتين إلى أوروبا حتى وإن كان على رغتبهم الخاصة في محاولة لتقليل استعبادهم. |
| 1530    | الإمبراطورية الإسبانية | تشارلز الخامس يحرّم جلب السكان الأصليين للأمريكتين إلى أوروبا حتى وإن كان على رغتبهم الخاصة في محاولة لتقليل استعبادهم. |
| 1536    | الإمبراطورية الإسبانية | تجريد عائلة فلسر من احتكارهم بعد شكاوٍ بخصوص معاملتهم للعمال من السكان الأصليين للأمريكتين في فنزويلا. |
| 1537    | العالم الجديد          | البابا بولس الثالث يحرم استعباد السكان الأصليين للأمريكتين وأي سكان آخرين يتم اكتشافهم ممهدا الطريق لحريتهم ولحقهم في الامتلاك. |
| 1549    | الإمبراطورية الإسبانية | منع الإنكوميندا من استخدام العمل الإجباري. |
| 1552    | الإمبراطورية الإسبانية | بارتولومي دي لاس كاساس –الذي دافع من قبل عن جلب العبيد الأفارقة كطريقة لحماية السكان الأصليين للأمريكتين- يستهجن استعباد الأفارقة. |
| 1569    | مملكة إنجلترا          | المحكمة الإنجليزية تقضي حكما على قضية بخصوص كارترايت –الذي جلب عبدا من روسيا- بناء على الموجز الذي كُتب بعد ذلك بقرن أن العبودية غير قانونية في إنجلترا، ولكن يبدو أن الأمر كان بخصوص طبيعة العقاب المقبول قانونيا وليس العبودية ذاتها، وبالتأكيد لم يؤدي الأمر إلى إلغاء العبودية حيث استمر بيع وشراء العبيد في أسواق ليفربول ولندن بدون عراقيل قانونية حتى القرن الثامن عشر. |
| 1570    | البرتغال               | الملك سبستيان الأول ملك البرتغال يحرم استعباد السكان الأصليين للأمريكتين في الأراضي تحت الحكم البرتغالي، سامحا فقط باستعباد العدوانيين منهم. أثر اليسوعيون بشدة على هذا القانون، الذين أطلقوا الرحلات التبشيرية إلى القبائل البرازيلية. |

### 1701-1799 (العصر الحديث المتأخر)
| التاريخ   | المشرّع                                | الوصف |
| --------- | ------------------------------------- | --- |
| 1703      | الإمبراطورية العثمانية                | إلغاء التحويل الإجباري وإدخال الأطفال المسيحيين في الجيش والمعروفين باسم الدوشيرمة. |
| 1706      | مملكة إنجلترا                         | السير جون هولت –كبير القضاة في إنجلترا- يضع قانونا بأنه "بمجرد أن تطأ قدمي الزنوج أرض إنجلترا فهم أحرار. قد يكونون مذنبين في إنجلترا ولكن ليسوا عبيدا". |
| 1712      | إسبانيا                               | 'نفي موروس كورتادوس |
| 1715      | كارولاينا الشمالية كارولاينا الجنوبية | تخفيض تجارة العبيد الهنود في جنوب شرق أمريكا مع ادلاع حرب باميزي. |
| 1723      | الإمبراطورية الروسية                  | بطرس الأكبر يحول كل عبيد المنازل إلى قنانة بيوت، مما جعل العبودية غير قانونية في روسيا. |
| 1723–1730 | سلالة تشينغ الحاكمة                   | السلالة الحاكمة تسعى إلى تحرير كل العبيد لتقوية الحكم الأوتوقراطي من خلال نوع من التسوية المجتمعية والتي تخلق طبقة غير متمايزة من الأفراد الأحرار تحت حكم العرش. على الرغم من أن هذه القرارات أدت إلى تحرير معظم العبيد، إلا أن العائلات الثرية استمرت في استخدام العبيد في الأعمال حتى القرن العشرين. |
| 1732      | مقاطعة جورجيا                         | تأسست المقاطة بدون عبيد سود على النقيض تماما من كارولينا المجاورة. في 1738 حذر جيمس أوجلثورب من تغيير هذه السياسة والتي قد "تؤدي إلى معاناة الآلاف في إفريقيا". إلا أن استعباد السكان الأصليين للأمريكتين كان قانونيا، كما تم إدخال العبيد السود لاحقا في 1749.                                        |
| 1738      | فلوريدا                               | تأسيس فورت موزيه كأول مقاطعة للأحرار من السود في ما يُعرف اليوم بالولايات المتحدة. أدت المقاطعة إلى إشعال شرارة ثورة استونو في كارولاينا الجنوبية في السنة التالية. |
| 1761      | البرتغال                              | البرتغال |
| 1766      | إسبانيا                               | محمد الثالث بن عبد الله ملك المغرب يقضي بتحرير كل العبيد المسلمين في إشبيلية وقادس وبرشلونة. |
| 1772      | مملكة بريطانيا العظمى                 | قضية سومرست تقضي بعدم إجبار أي عبد على مغادرة بريطانيا العظمى. تم تعميم هذا القانون بهدف ضمان عدم وجود أي عبيد تحت القانون الإنجليزي في إنجلترا وويلز، وبهدف تحرير العشرة آلاف إلى أربعة عشر عبدا المتبقين الذين كانوا غالبا خادمين في المنازل.                                                        |
| 1773      | البرتغال                              | مرسوم جديد من الماركيز بومبال وقّع عليه الملك جوزيه الأول يقضي بتحرير عبيد الجيل الرابع وكل طفل لأم أمة من بعد إصدار هذا المرسوم. |
| 1775      | بنسيلفانيا                            | تأسيس مجتمع إلغاء العبودية ببنسيلفانيا كأول مجتمع لإلغاء العبودية فيما يُعرف اليوم باسم الولايات المتحدة. |
| 1775–1783 | الولايات المتحدة                      | تحريم تجارة العبيد عبر الأطلسي أو إيقافها أثناء حرب الثورة الأمريكية. كان هذا جزءا من سياسة ثلاث عشر مقاطعة برفض استيراد أي شيء من بريطانيا، كمحاولة لقطع كافة العلاقات مع بريطانيا أثناء الحرب. |
| 1777      | ماديرا                                | إلغاء العبودية |
| 1777      | فيرمونت                               | دستور جمهورية فيرمونت يحرم العبودية جزئيا، بتحرير الرجال الذي تخطوا 21 سنة والنساء اللاتي تخطين 18 سنة في وقت إصدار المرسوم، إلا أن التحريم لم يُنفذ بحزم. |
| 1778      | مملكة بريطانيا العظمى                 | جوزيف نايت يجادل بنجاح أن قوانين سكوتس لا يمكن أن تدعم واقع العبودية. |
| 1780      | بنسيلفانيا                            | إصدار قانون بالإلغاء التدريجي للعبودية، وتحرير الأطفال المستقبليين للعبيد. الأطفال المولودون قبل إصدار هذا القانون ظلوا عبيدا بقية حياتهم. أصبح القانون مثالا تحتذي به الولايات الشمالية. تم تحرير آخر عبد سنة 1847.                                                                                   |
| 1783      | روسيا                                 | إلغاء العبودية في خانية القرم المنضمة حديثا إلى الأراضي الروسية. |
| 1783      | ماساتشوستس                            | محكمة قضاء ماساتشوستس العليا تقضي بأن العبودية غير دستورية، وهو قرار مبني على دستور ماساتشوستس 1780. تم تحرير كل العبيد فورا. |
| 1783      | ملكية هابسبورغ                        | جوزيف الثاني يلغي العبودية في بوكوفينا. |
| 1783      | نيوهامبشير                            | بدء إلغاء العبودية التدريجي. |
| 1784      | كونيتيكت                              | الإلغاء التدريجي للعبودية، وتحرير الأطفال المستقبليين للعبيد، ولاحقا كل العبيد. |
| 1784      | رود آيلاند                            | بدء إلغاء العبودية التدريجي. |
| 1787      | الولايات المتحدة                      | اجتماع الكونغرس في الولايات المتحدة يمرر مرسوم الشمال الغربي في 1787 بإلغاء كل صور العبودية في أراضي الشمال الغربي. |
| 1787      | سيراليون                              | أسستها بريطانيا العظمى كمستعمرة للعبيد المحررين. |
| 1787      | مملكة بريطانيا العظمى                 | تأسيس جمعية إلغاء تجارة العبيد في بريطانيا العظمى. |
| 1788      | مملكة بريطانيا العظمى                 | قانون تجارة الرقيق 1788 ينظم أحوال سفن العبيد البريطانية. |
| 1788      | مملكة فرنسا                           | تأسيس جمعية الأصدقاء السود في باريس |
| 1789      | مملكة فرنسا                           | إلغاء آخر الامتيازات المانورالية على الفلاحين. |
| 1791      | الكومنولث البولندي الليتواني          | بدء العمل بدستور 3 مايو 1791 والذي أدخل عناصر المساواة السياسية بين عامة الشعب وبين النبلاء، كما وضع الفلاحين تحت حماية الحكومة، وبالتالي فقد ألغى أسوأ ما في القنانة من انتهاكات. |